# Fosse Schneider
La fosse Schneider ou Paul Schneider ou no 5 de la Compagnie des mines de Douchy est un ancien charbonnage du Bassin minier du Nord-Pas-de-Calais, situé à Lourches. Elle ouvre tout d'abord en 1837 sous le nom de fosse Sainte-Barbe, mais elle est abandonnée à l'extraction avant 1886. Un terril est édifié au nord-est du carreau de fosse, et des cités à l'ouest. C'est alors qu'en 1900, le carreau de fosse est repris, et un puits Paul Schneider est entrepris à 110 mètres au sud du puits Sainte-Barbe. La nouvelle fosse est productive en 1907, elle concentre très vite la production des fosses du secteur. Bombardée pendant la Première Guerre mondiale, elle est reconstruite après-guerre. Elle concentre l'exploitation de la fosse La Naville en 1936 et celle de la fosse de Rœulx de la Compagnie des mines d'Anzin en 1939.
La Compagnie des mines de Douchy est nationalisée en 1946, et intègre le Groupe de Valenciennes. La fosse Schneider est modernisée en 1950, elle concentre ensuite la production de la fosse Boca. Une arrivée brutale d'eau survenue le 25 septembre 1955 entraîne l'abandon définitif de la fosse. Le puits est remblayé en 1957, le chevalement est détruit en 1971. Il ne reste rien de la fosse. Le terril conique no 170 est quant à lui exploité.
Au début du XXIe siècle, Charbonnages de France matérialise la tête du puits Schneider. Le carreau de fosse et le terrils sont devenus des espaces verts, les cités ont été rénovées.

## La fosse

### Fonçage
La fosse Sainte-Barbe est ouverte à Lourches en 1837, à 380 mètres au nord-est de la fosse l'Éclaireur, et à 350 mètres seulement de la limite de la concession avec celle de la Compagnie des mines d'Anzin. Le terrain houiller est atteint à la profondeur de 80 mètres.

### Exploitation
Les mêmes branches de veines qu'à la fosse l'Éclaireur ont été exploitées à la fosse Sainte-Barbe. Le cran de Saint-Mathieu a été traversé pour exploiter les veines plus au nord. Le dernier niveau est situé à la profondeur de 537 mètres.

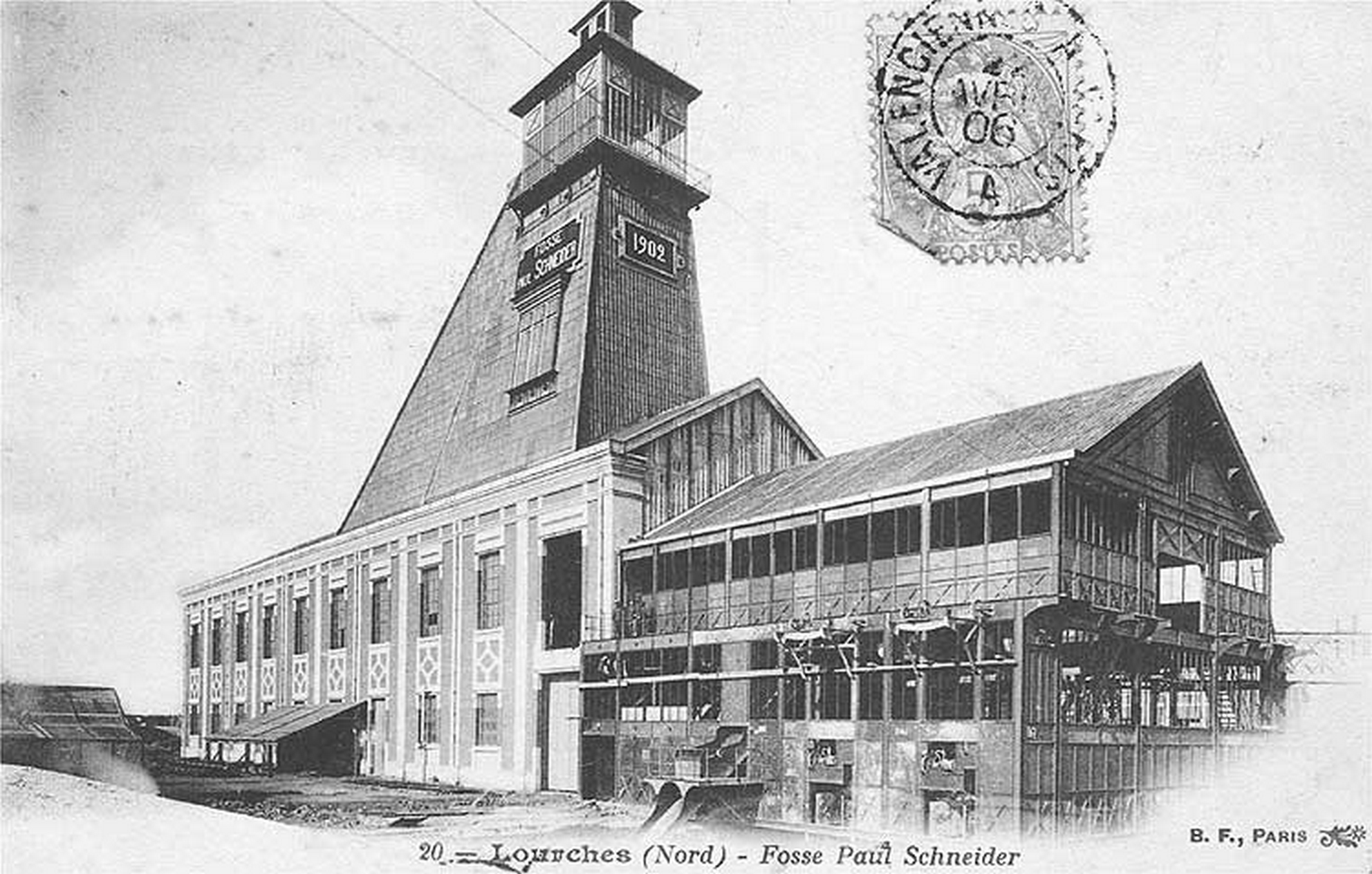
La fosse dans les années 1900.

### Abandon
Albert Olry indique dans son ouvrage de 1886 que la fosse Sainte-Barbe a été mise au chômage, c'est-à-dire abandonnée. Il pense qu'elle ne servira probablement plus à l'extraction.

### Reprise
Le carreau de fosse est repris en 1900 sous le nom de Paul Schneider. Le puits Sainte-Barbe est définitivement abandonné, mais un puits Schneider est entrepris, à 110 mètres au sud. Le puits atteint la profondeur de 840 mètres en 1907, la fosse commence alors à extraire. Le terrain houiller est atteint à la profondeur de 80 mètres. L'orifice du puits est situé à l'altitude de 41 mètres. Toute neuve, elle devient alors le principal siège d'extraction de la compagnie, reprenant les champs d'exploitation des fosses Sainte-Barbe, Saint-Mathieu et l'Éclaireur. Elle est détruite durant la Première Guerre mondiale.

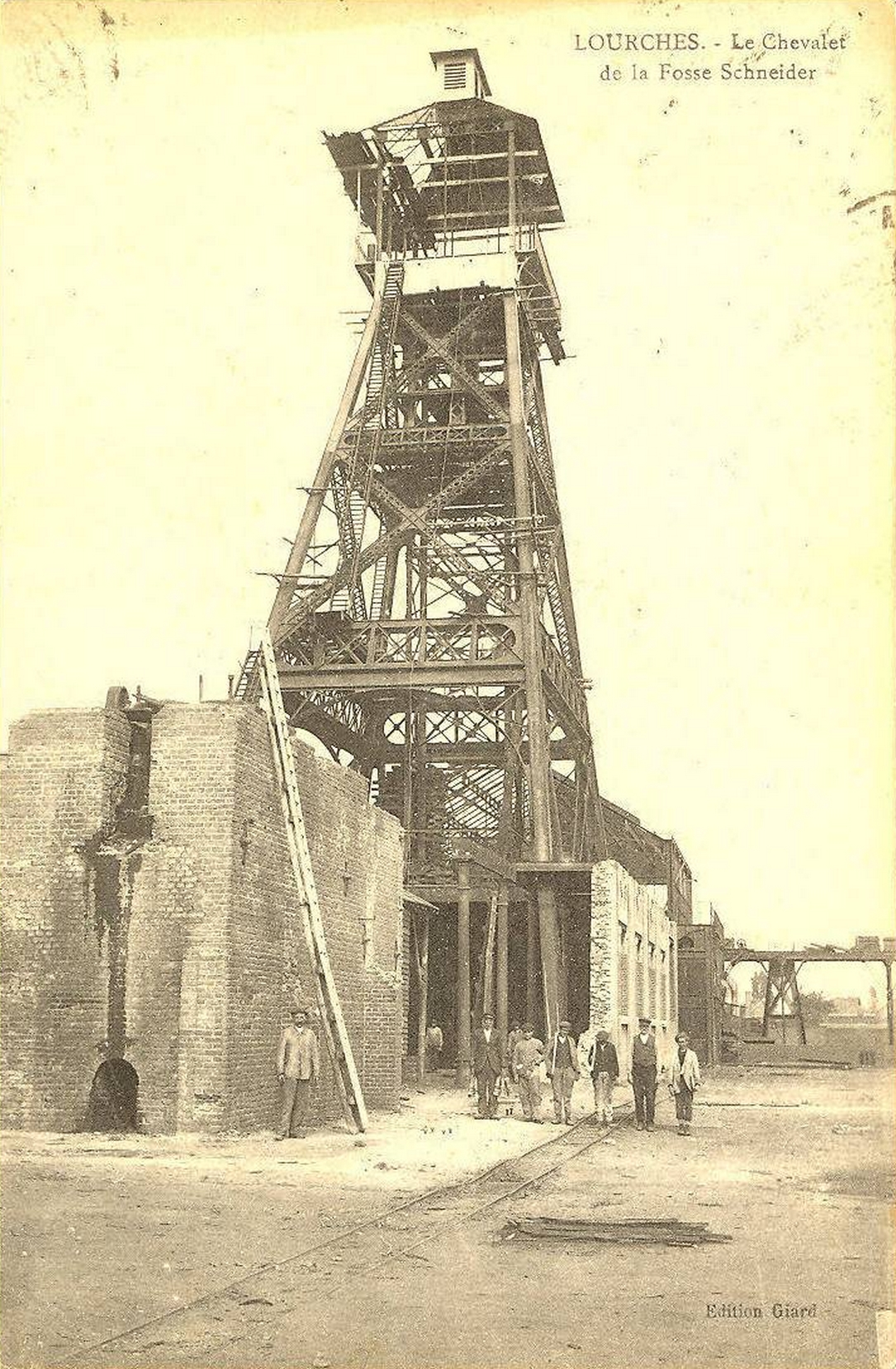
La fosse vers 1918.

La fosse est reconstruite après la guerre. Huit fosses sont exploitées par la Compagnie des mines de Douchy en 1936 : l'extraction est assurée par Schneider, La Naville et Boca, l'aérage par Douchy, Saint-Mathieu, l'Éclaireur et Gantois, tandis que la fosse Désirée assure l'épuisement des eaux. Cette même année, la fosse La Naville cesse d'extraire et assure l'aérage et le service pour la fosse Schneider. Trois ans plus tard, c'est la fosse de Rœulx de la Compagnie des mines d'Anzin qui est rattachée. Elle est sise à 860 mètres au nord-ouest.
La Compagnie des mines de Douchy est nationalisée en 1946, et intègre le Groupe de Valenciennes. Quatre ans plus tard, la fosse Schneider est modernisée. Le changement le plus visible est la mise en place d'un nouveau chevalement qui surplombe l'ancien. Une poulie Koepe remplace la machine d'extraction. La fosse Boca, sise à 3 100 mètres à l'est-sud-est, est concentrée sur la fosse Schneider. Deux jours avant les congés, un tir de mine entraîne une explosion de grisou qui a causé la mort de neuf mineurs le 12 août 1952, et en a blessé onze.
L'abandon de la fosse est causé par une arrivée brutale d'eau le 25 septembre 1955. Le ministre de l'Industrie décrète la fermeture de la fosse, malgré de nombreuses polémiques et grèves. Le gros matériel est récupéré à la fosse La Naville. L'année suivante, dans cette même fosse, une venue d'eau trois fois plus importante est constatée. Le puits, profond de 924,64 mètres est remblayé en 1957. Le chevalement est détruit en 1971, il ne subsiste rien de la fosse.

### Reconversion
Au début du XXIe siècle, Charbonnages de France matérialise la tête du puits Schneider. Le BRGM y effectue des inspections chaque année.

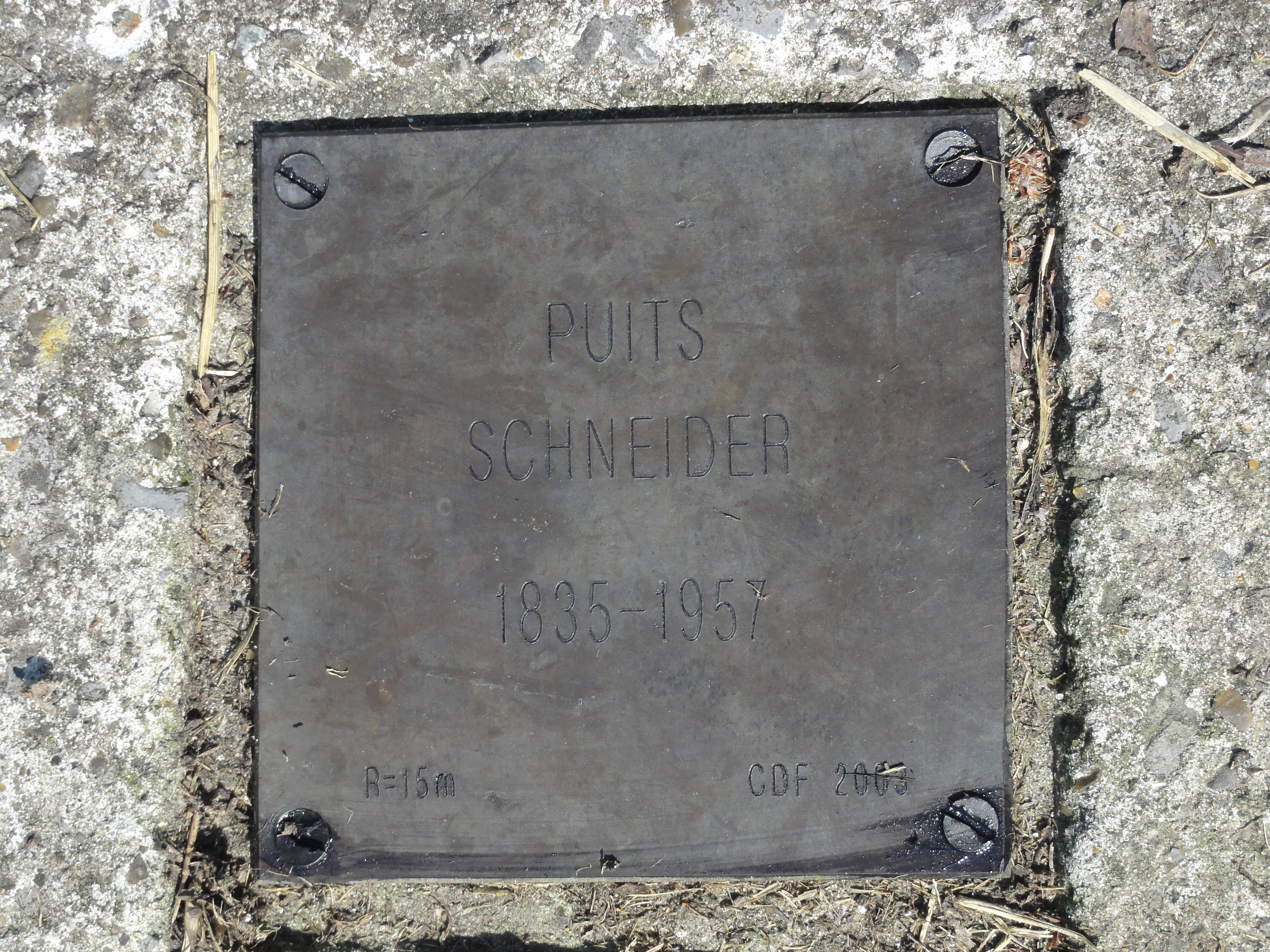
« Puits Schneider, 1835-1957 ».
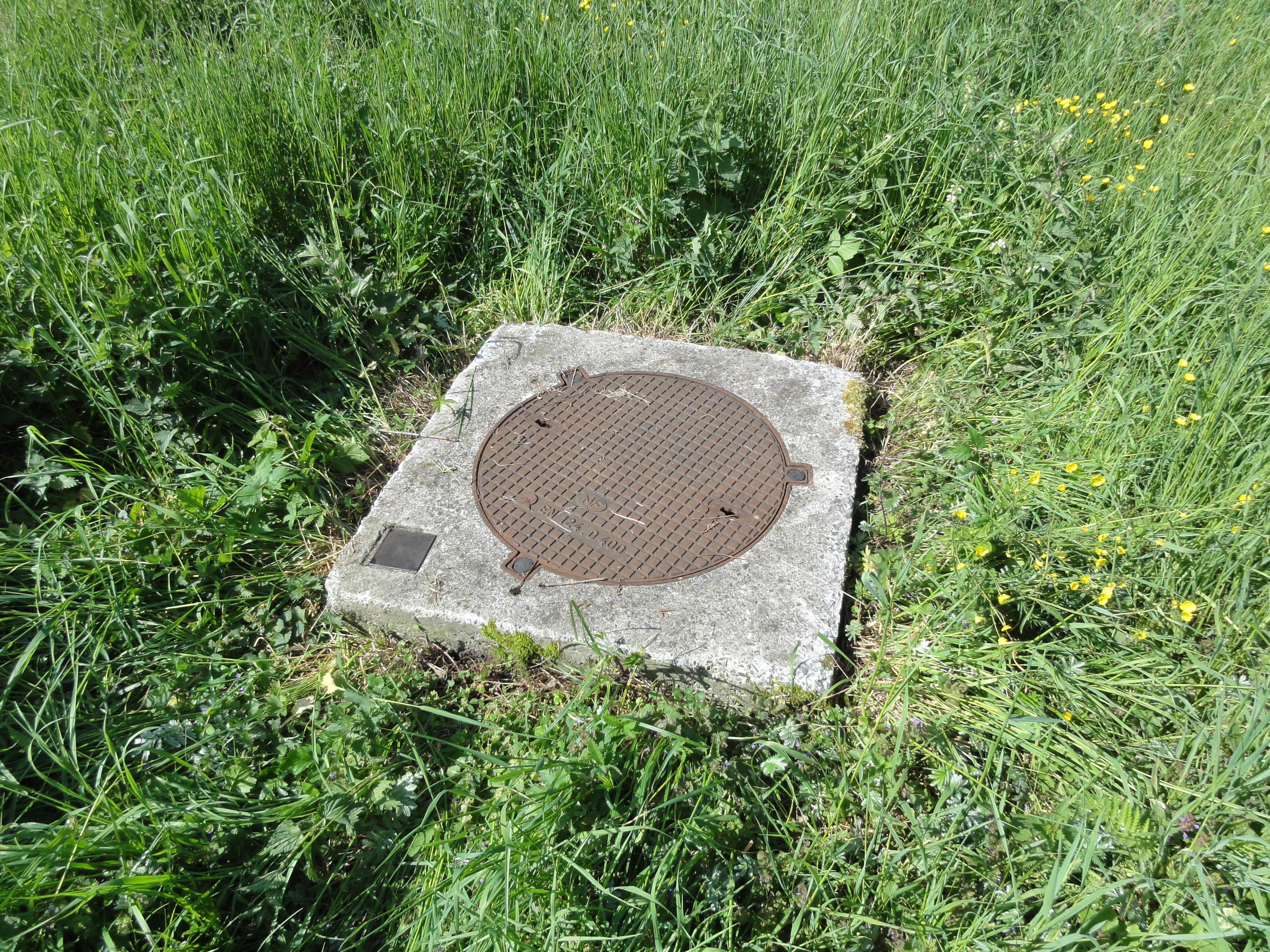
La tête de puits matérialisée.
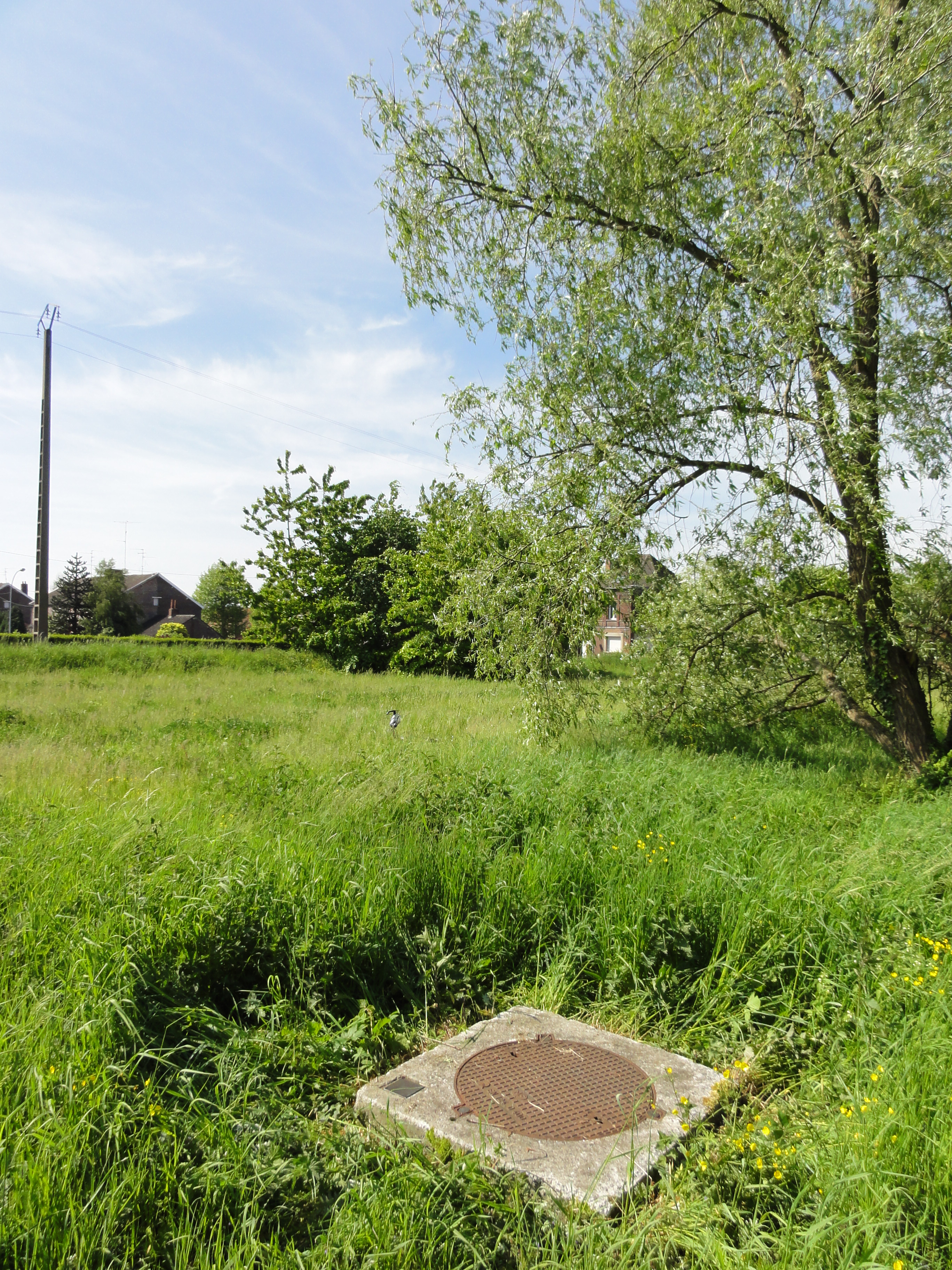
Le puits dans son environnement.
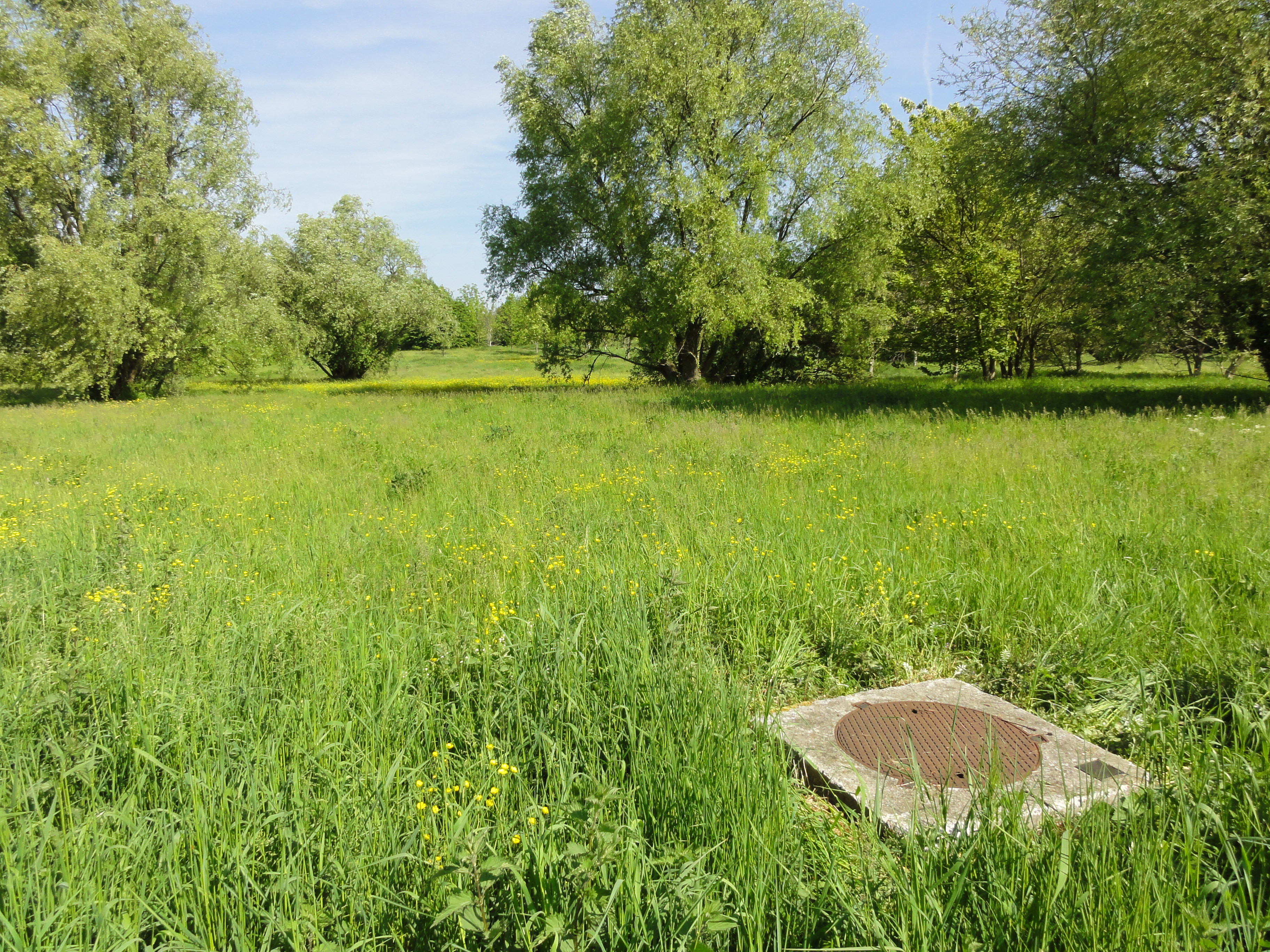
Le puits dans son environnement.
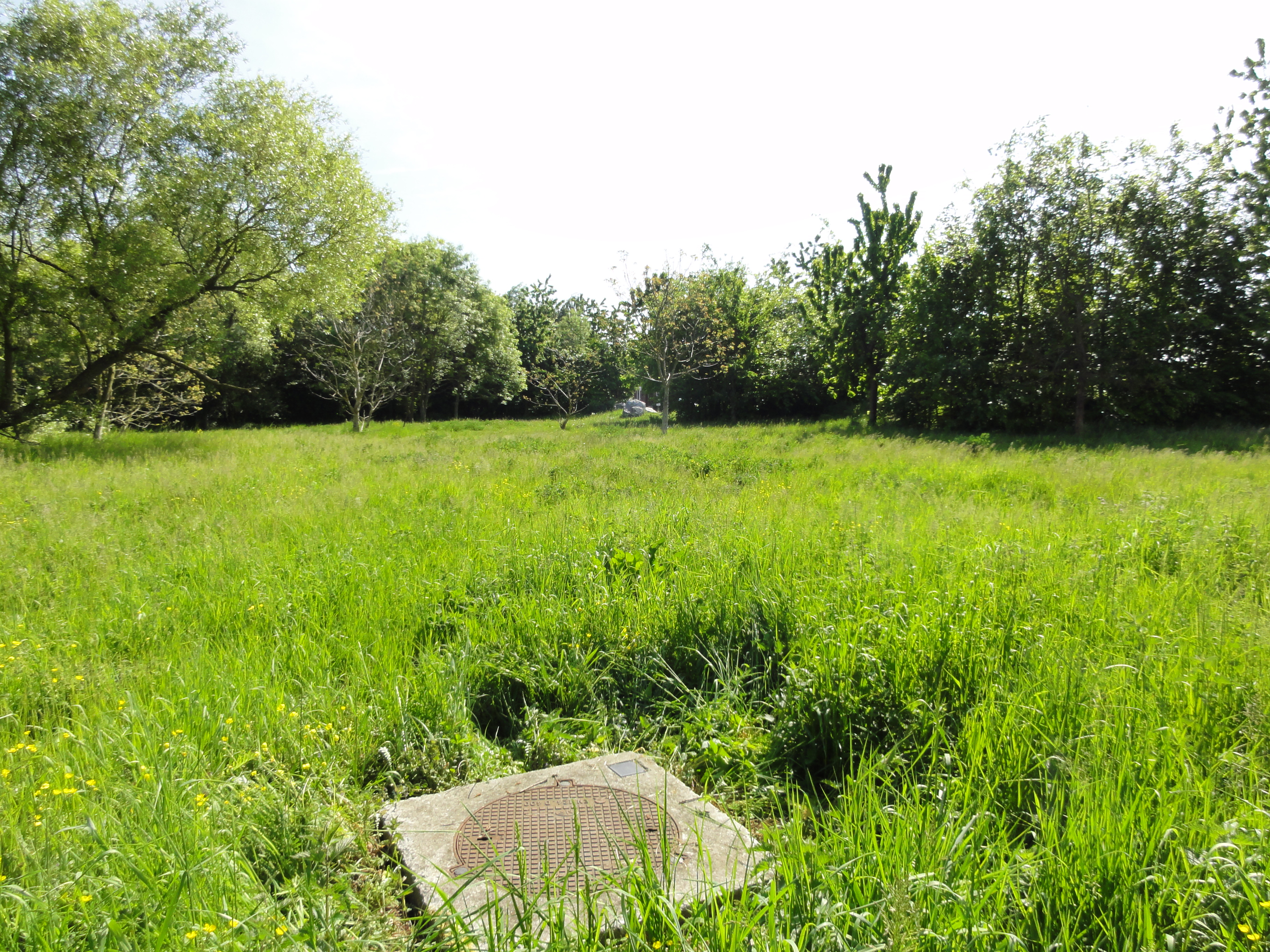
Le puits dans son environnement.
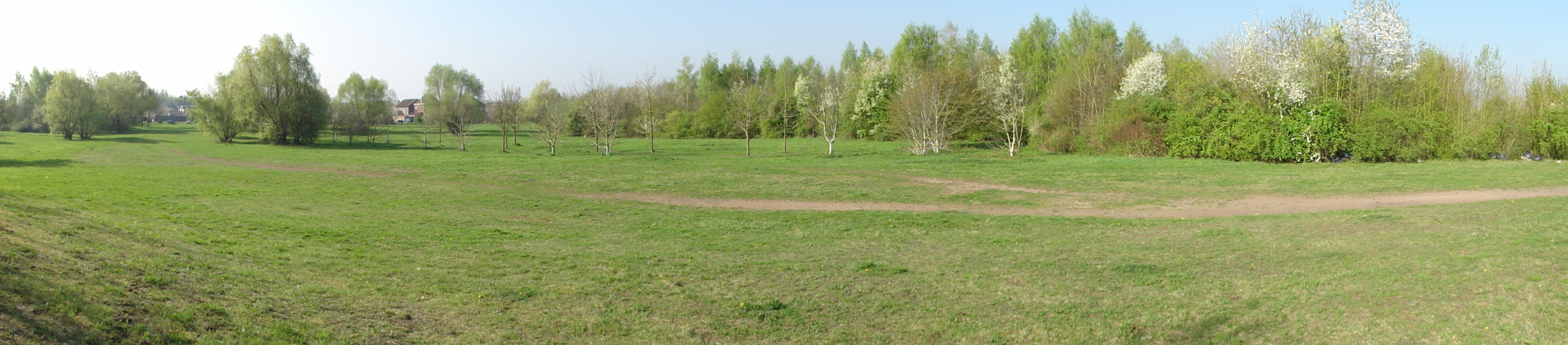
Le carreau de fosse en 2011.

## Le terril
50° 19′ 05″ N, 3° 20′ 50″ E

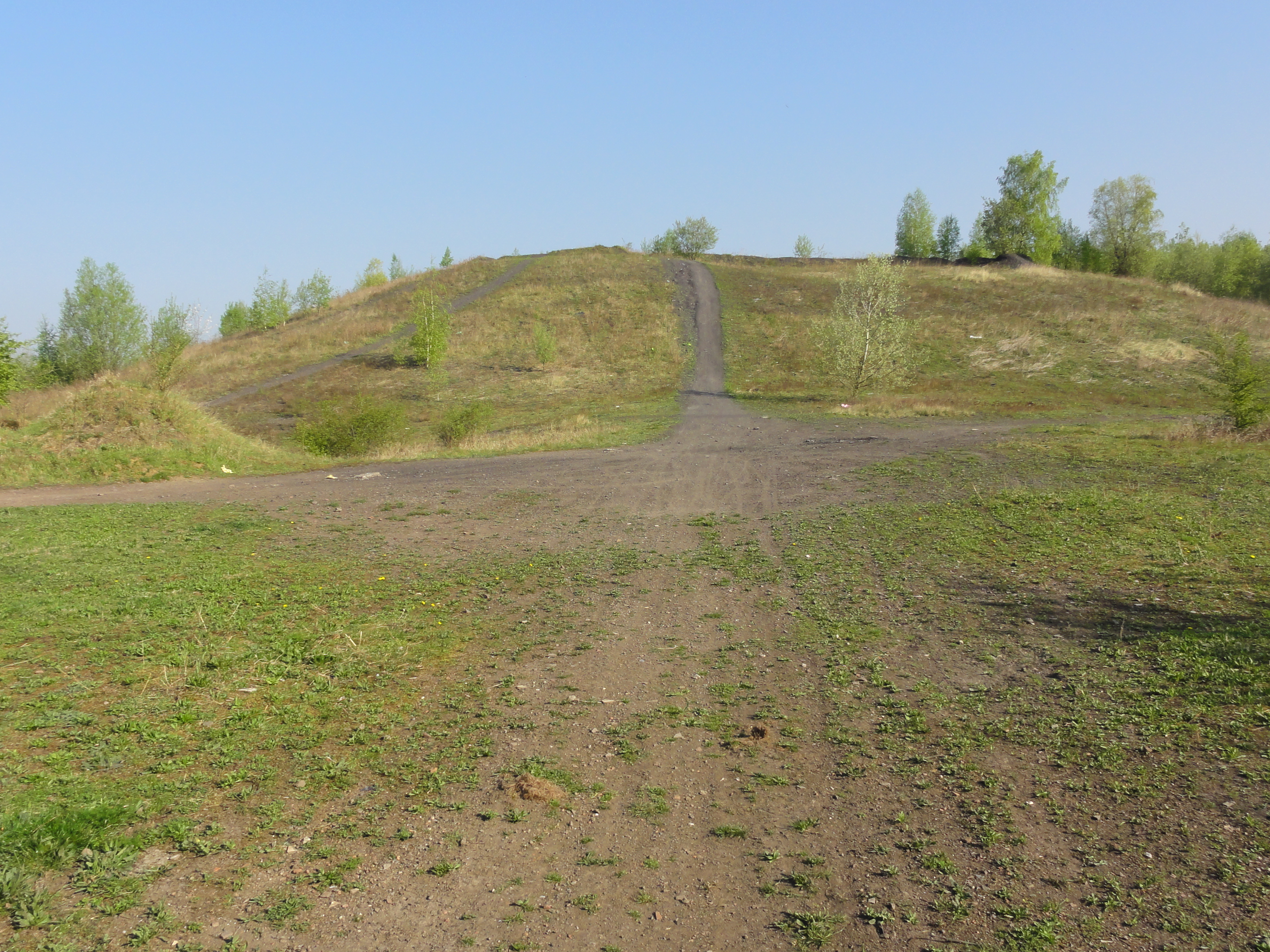
Le terril Schneider.

Le terril no 170, Schneider, situé à Lourches et Escaudain, est le terril conique de la fosse Schneider. Initialement haut de 56 mètres, il a été partiellement exploité,.

## Les cités
Des cités, connues sous le nom de Cité Schneider, ont été bâties au sud et à l'ouest de la fosse Schneider, sur le territoire des communes de Lourches, Escaudain et, dans une moindre mesure, Rœulx. La typologie des logements est assez diversifiée.

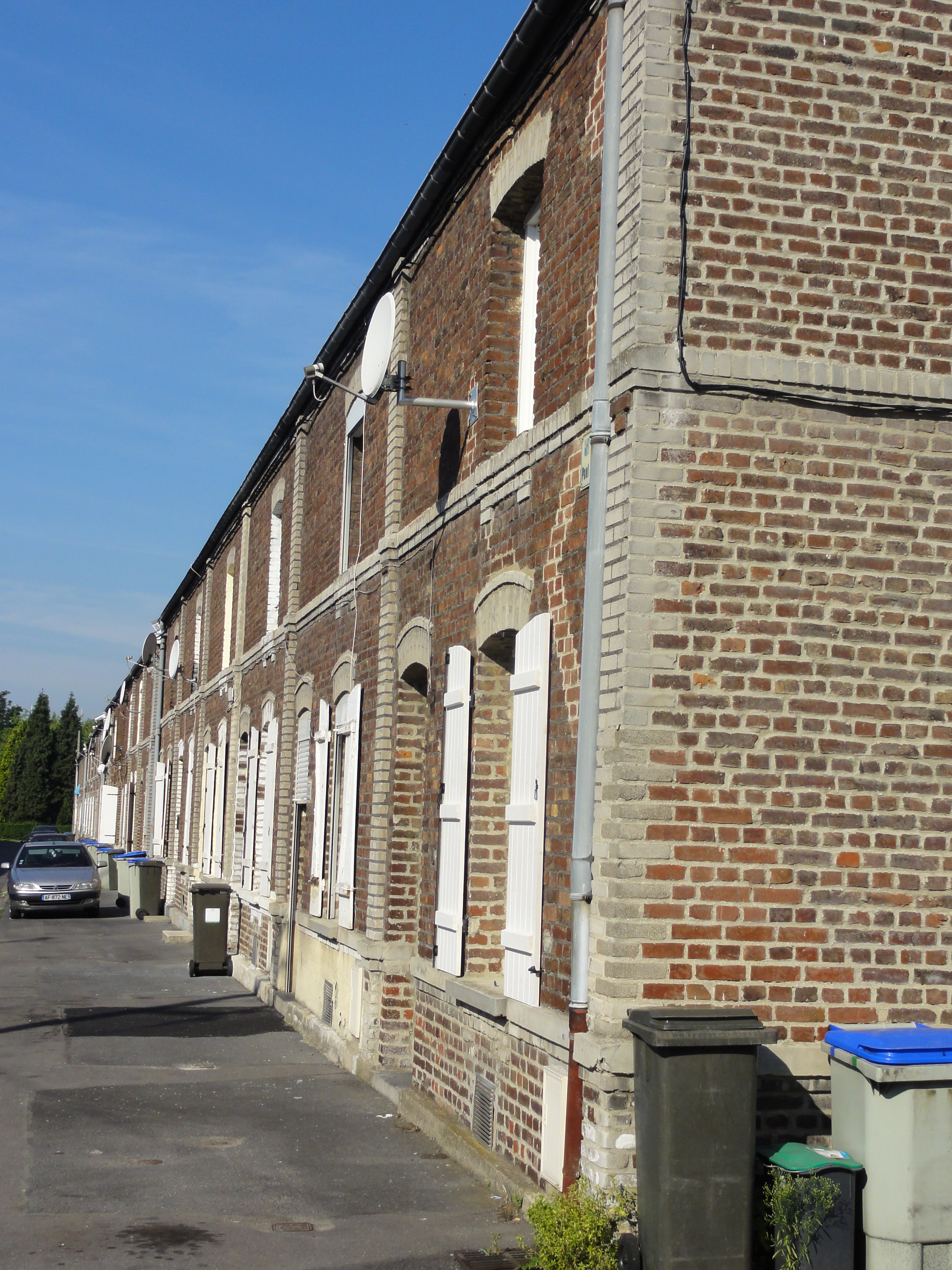
Un coron.
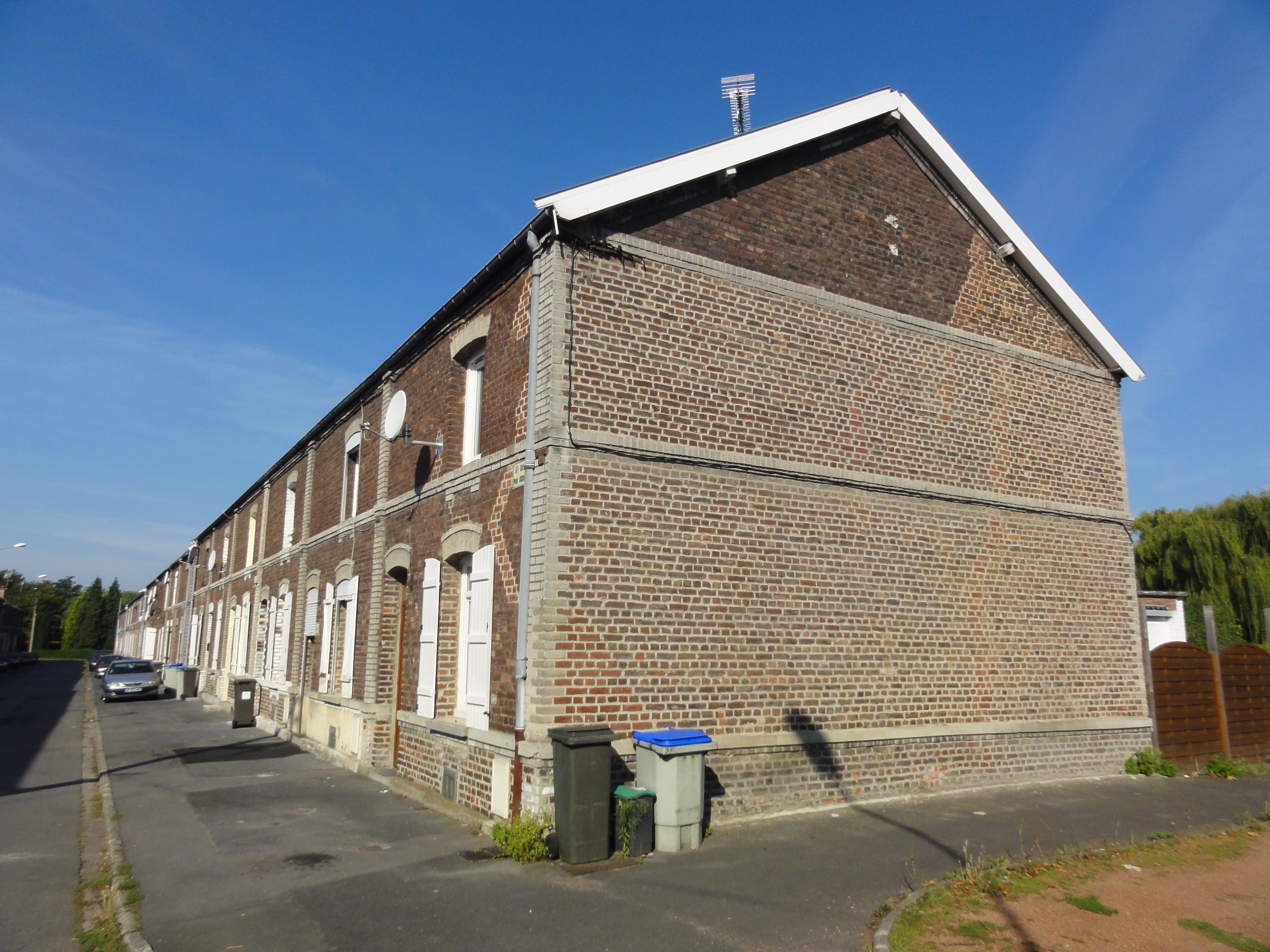
Un coron.
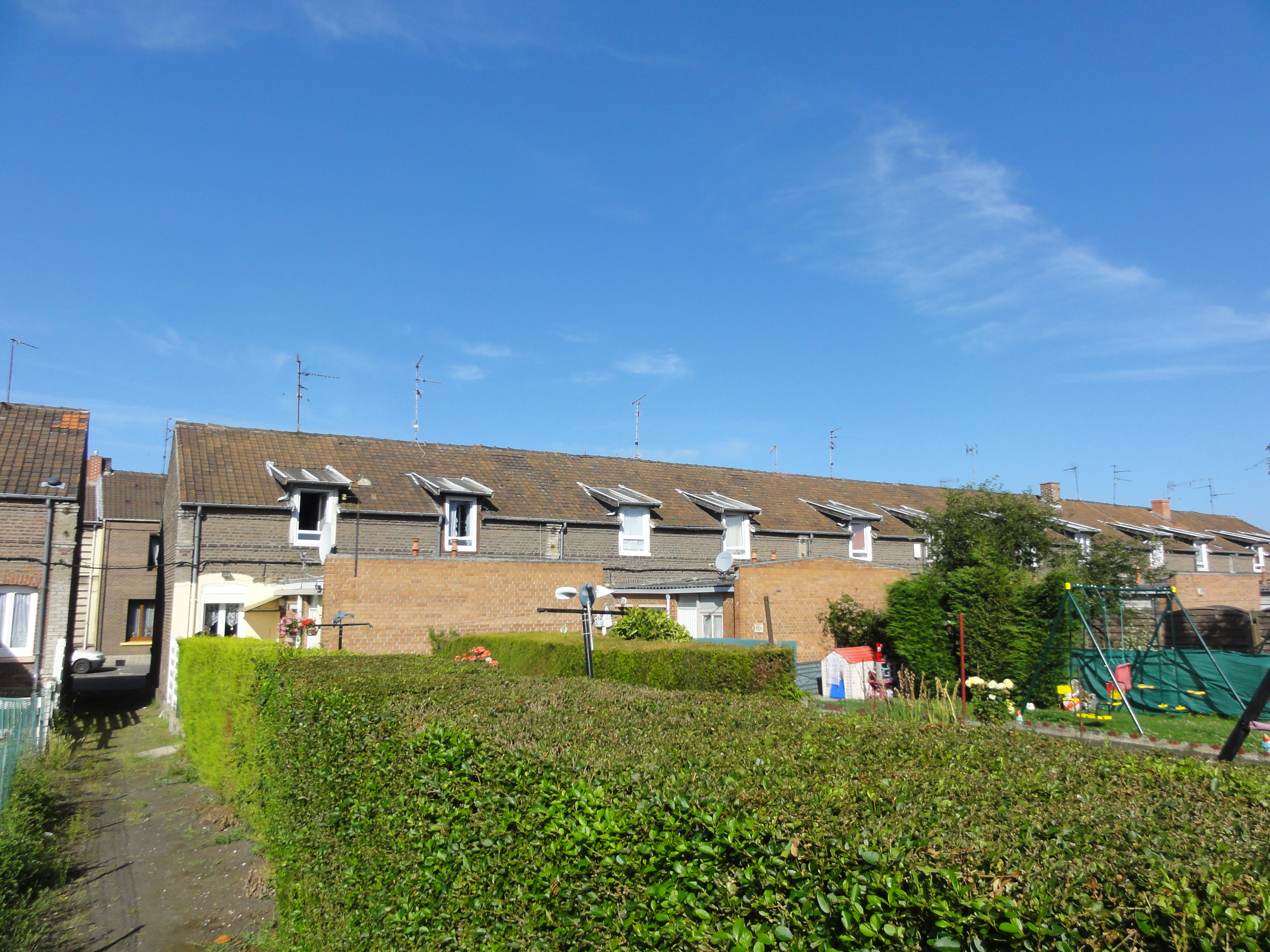
Un coron ancien.
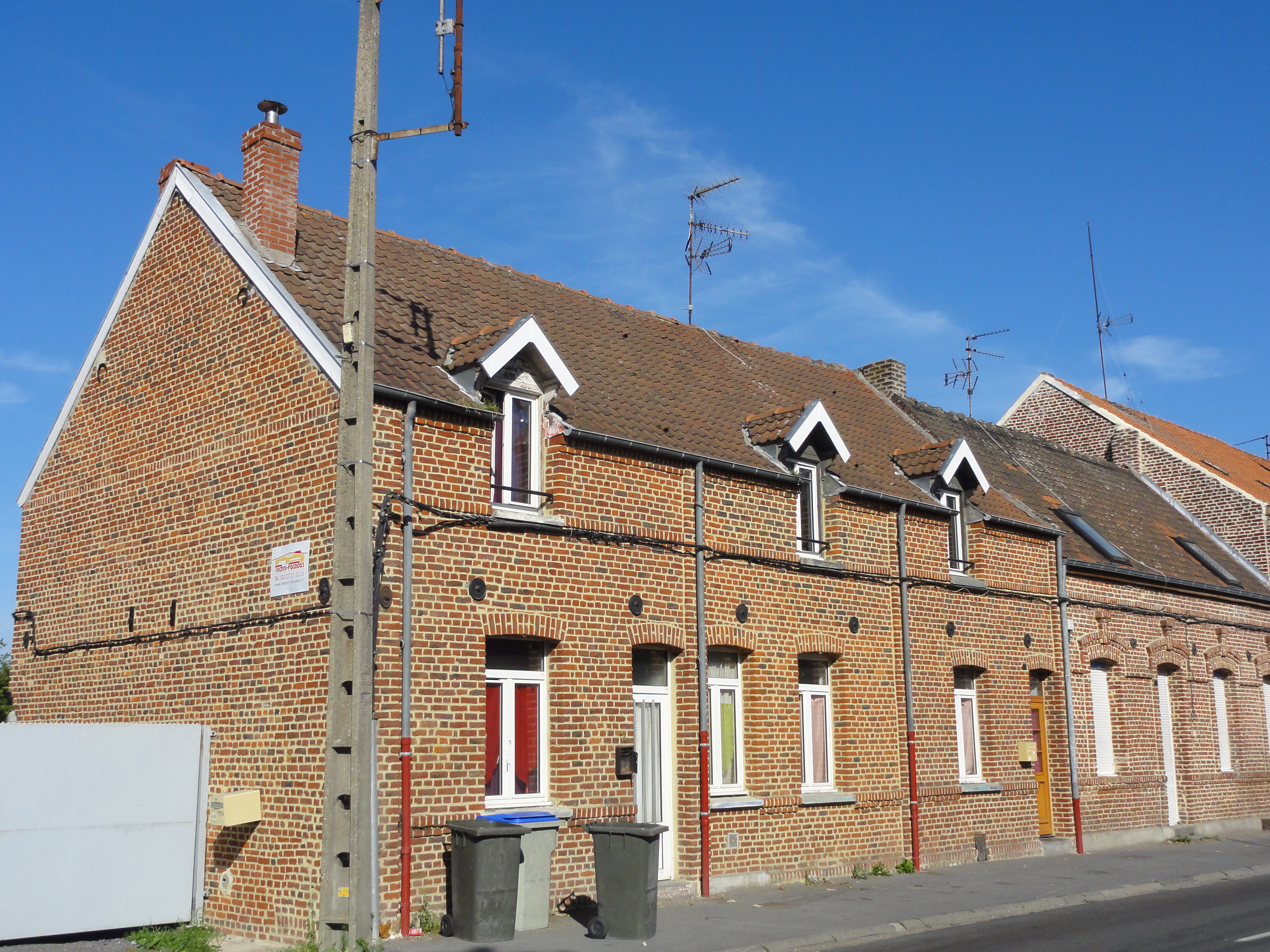
Un coron ancien.
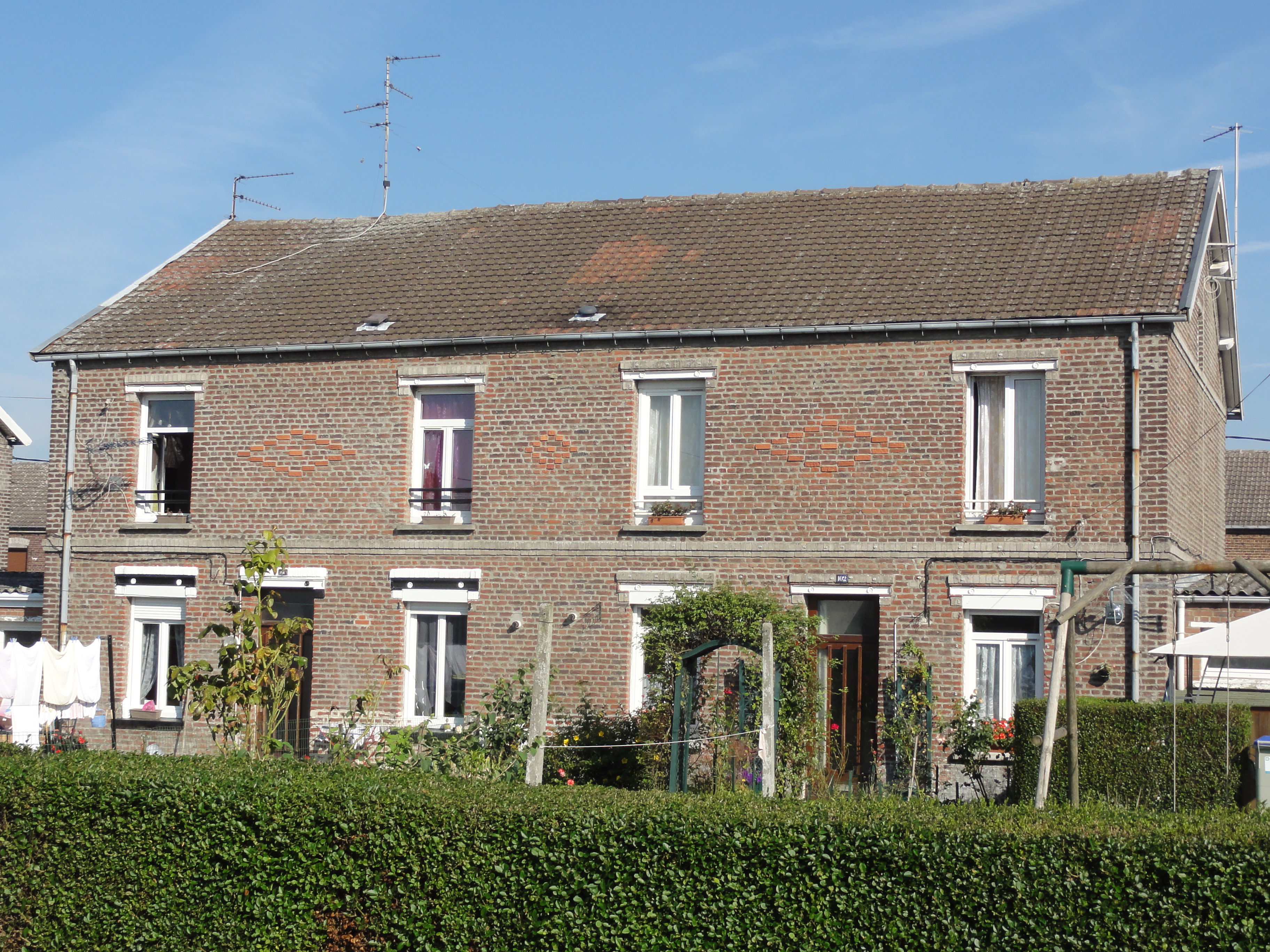
Des habitations groupées par quatre.
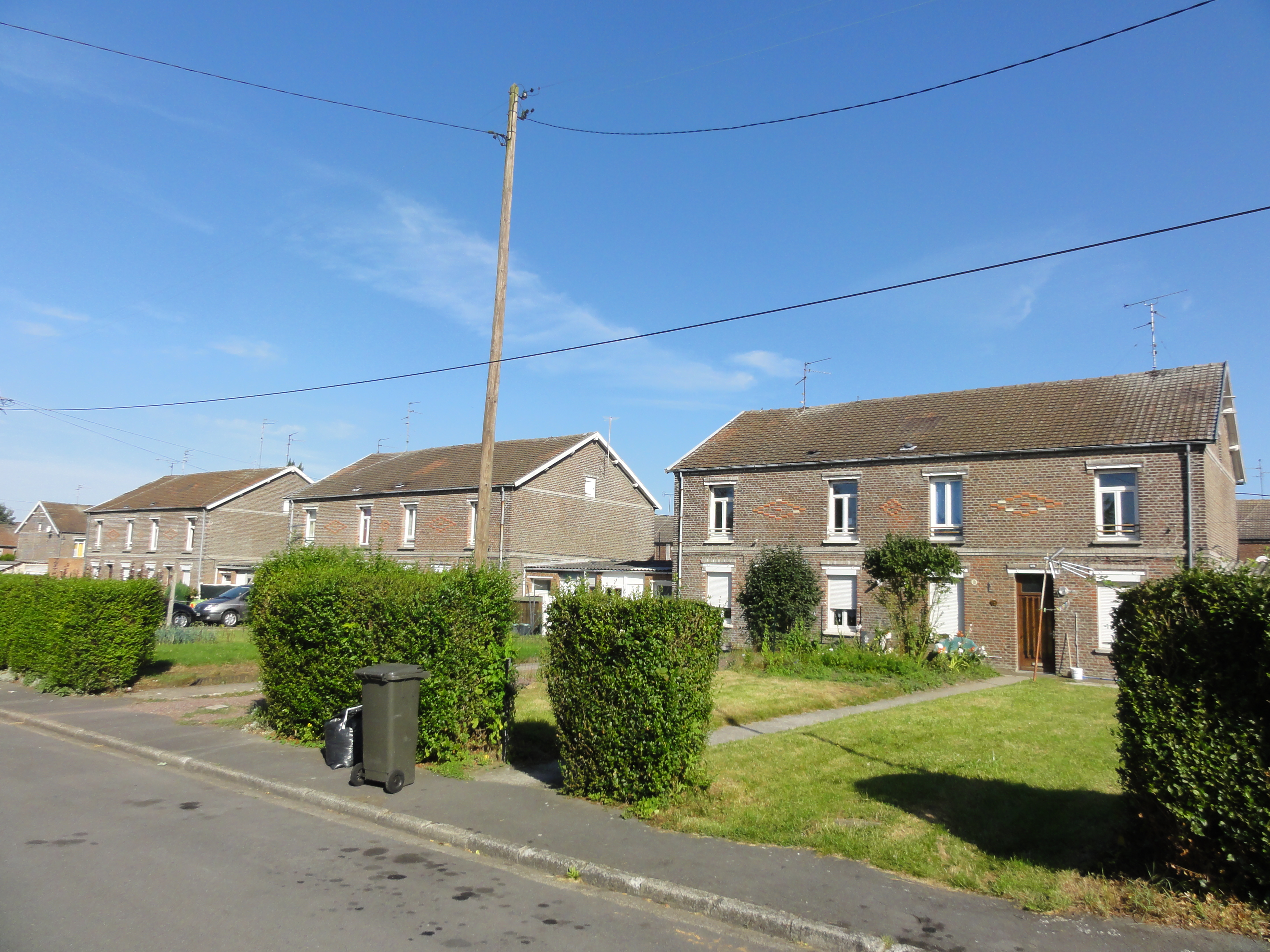
Des habitations groupées par quatre.